# Big Vermilion Lake
Der Big Vermilion Lake ist ein See im Kenora District im Westen der kanadischen Provinz Ontario. Der See hieß früher Vermilion Lake.

## Lage
Der Big Vermilion Lake befindet sich 85 km ostnordöstlich von Vermilion Bay. Er hat eine Gesamtfläche von 68,64 km². Seine maximale Tiefe beträgt 42 m. Er wird vom südlich gelegenen Little Vermilion Lake, welcher teilweise innerhalb des Ojibway Provincial Parks liegt, gespeist. Am Nordostufer verlässt ein 6 km langer Abfluss den See zum Pelican Lake. Der See liegt westlich des Ortes Sioux Lookout. 

## Seefauna
Im See werden folgende Fischarten gefangen: Glasaugenbarsch, Kanadischer Zander, Forellenbarsch, Schwarzbarsch, Hecht, Muskellunge, Amerikanischer Flussbarsch, Sonnenbarsche und Heringsmaräne. Der Fang des See-Störs ist ganzjährig verboten.